# Matthew Stover

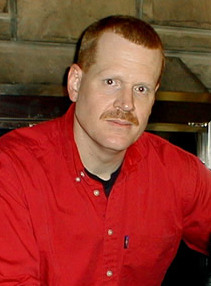
Matthew Stover, 2009

Matthew Stover (* 29. Januar 1962) ist ein US-amerikanischer Schriftsteller. Er verfasst vor allem Science-Fiction- und Fantasy-Literatur (wie zum Beispiel der „Caine“-Zyklus).
Sein bekanntestes Werk ist die Romanadaption des Films Star Wars: Episode III – Die Rache der Sith. Insgesamt verfasste er bislang vier Star-Wars-Romane. Für seinen Roman Shatterpoint verfasste George Lucas im Original einen Prolog.

## Romane

### Schicksals-Zyklus / Barra the Pict
Als Matthew Woodring Stover.
Übersetzt von Alfons Winkelmann.
- 1 Iron Dawn, Roc / New American Library 1997, ISBN 0-451-45590-8
  - Eiserne Dämmerung, Heyne 2001, ISBN 3-453-19628-7
- 2 Jericho Moon, Roc / New American Library 1998, ISBN 0-451-45678-5
  - Mond über Jericho, Heyne 2002, ISBN 3-453-19643-0

### Star Wars
- Traitor, Del Rey / Ballantine 2002, ISBN 0-345-42865-X
  - Verräter, Blanvalet 2006, Übersetzerin Regina Winter, ISBN 978-3-442-24408-9
- Shatterpoint, Del Rey / Ballantine 2003, ISBN 0-345-45573-8
  - Mace Windu und die Armee der Klone, Blanvalet 2004, Übersetzer Andreas Helweg, ISBN 3-442-36009-9
- Revenge of the Sith, Del Rey / Ballantine 2005, ISBN 0-345-48556-4
  - Die Rache der Sith, Random House Entertainment 2005, Übersetzer Andreas Brandhorst, ISBN 3-8090-3029-5 (nach dem Drehbuch von George Lucas)
- The Dark Lord Trilogy, Del Rey / Ballantine 2008, ISBN 978-0-345-48538-0 (mit James Luceno)
- Luke Skywalker and the Shadows of Mindor, Del Rey / Ballantine 2009, ISBN 978-0-345-47744-6
  -  Luke Skywalker und die Schatten von Mindor, Blanvalet 2009, Übersetzer Michael Nagula, ISBN 978-3-442-26599-2

### The Acts of Caine
- 1 Heroes Die, Del Rey / Ballantine 1998, ISBN 0-345-42104-3
  - Overworld, Festa 2015, Übersetzerin Helena Tamis, ISBN 978-3-86552-363-1
  - Helden sterben, Festa 2015, Übersetzerin Helena Tamis, ISBN 978-3-86552-365-5
- 2 Blade of Tyshalle, Del Rey / Ballantine 2001, ISBN 0-345-42144-2
- 3 Caine Black Knife, Del Rey / Ballantine 2008, ISBN 978-0-345-45587-1
- 4 Caine's Law, Del Rey / Ballantine 2012, ISBN 978-0-345-45589-5

### Weitere Romane
- God of War, Titan Books 2010, ISBN 978-1-84856-536-4 (der offizielle Roman zum Spiel, mit Robert E. Vardeman)
  - God of war, Panini 2010, Übersetzer Timothy Stahl, ISBN 978-3-8332-2045-6
- Magic: Test of Metal, Wizards of the Coast 2010, ISBN 978-0-7869-5532-9

## Sachbuch
- 2015: Star Wars on Trial: The Force Awakens Edition: Science Fiction and Fantasy Writers Debate the Most Popular Science Fiction Films of All Time (Mitwirkender), Smart Pop, ISBN 978-1942952046